# Mimas (vệ tinh)
Mimas /ˈmaɪməs/ (tiếng Hy Lạp là Μίμᾱς, hay dạng hiếm hơn là Μίμανς) được William Herschel phát hiện năm 1789, là vệ tinh lớn thứ 7 Sao Thổ. Mimas còn có tên gọi khác là Saturn I.
Mimas là thiên thể nhỏ nhất trong hệ Mặt Trời (và cũng là thiên thể có khối lượng bé nhất) có hình cầu. Về đường kính, Mimas là vệ tinh lớn thứ 20 trong các vệ tinh của hệ Mặt Trời.

## Đặt trưng vật lý

Kích thước Mimas so với Trái Đất và Mặt Trăng

## Bộ sưu tập

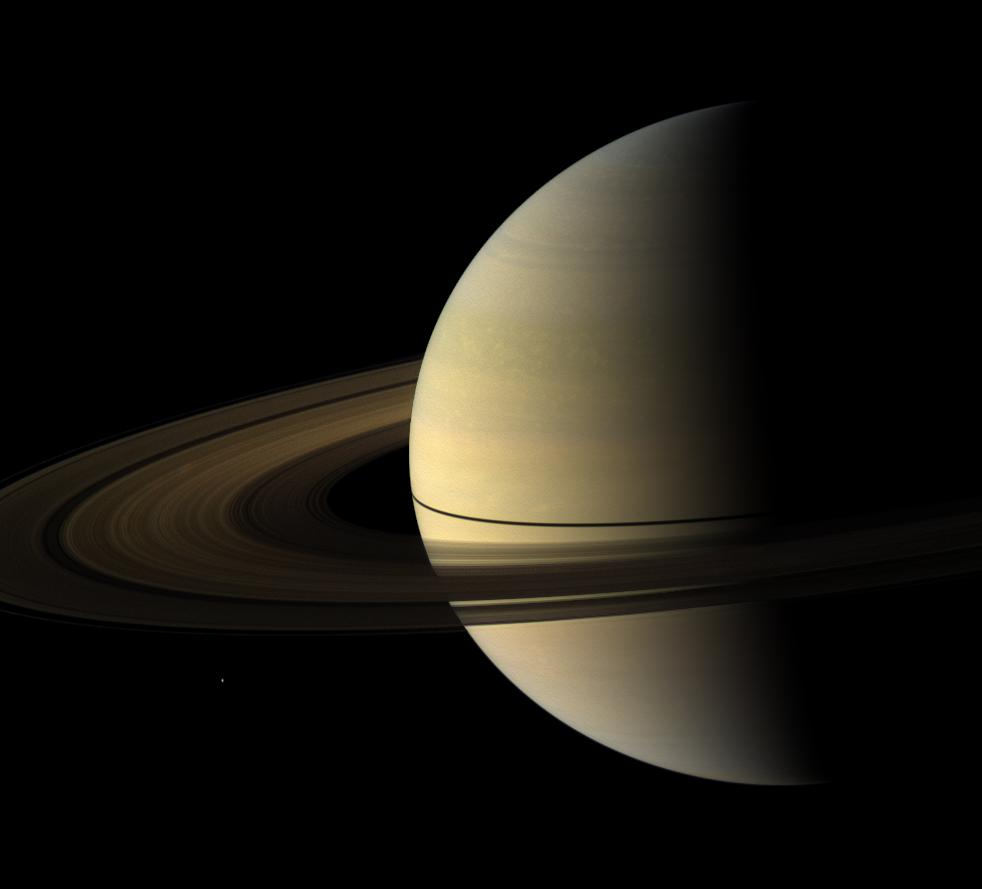
Mimas là chấm trắng nhỏ ở phía dưới bên trái. (Bấm để phóng to.)
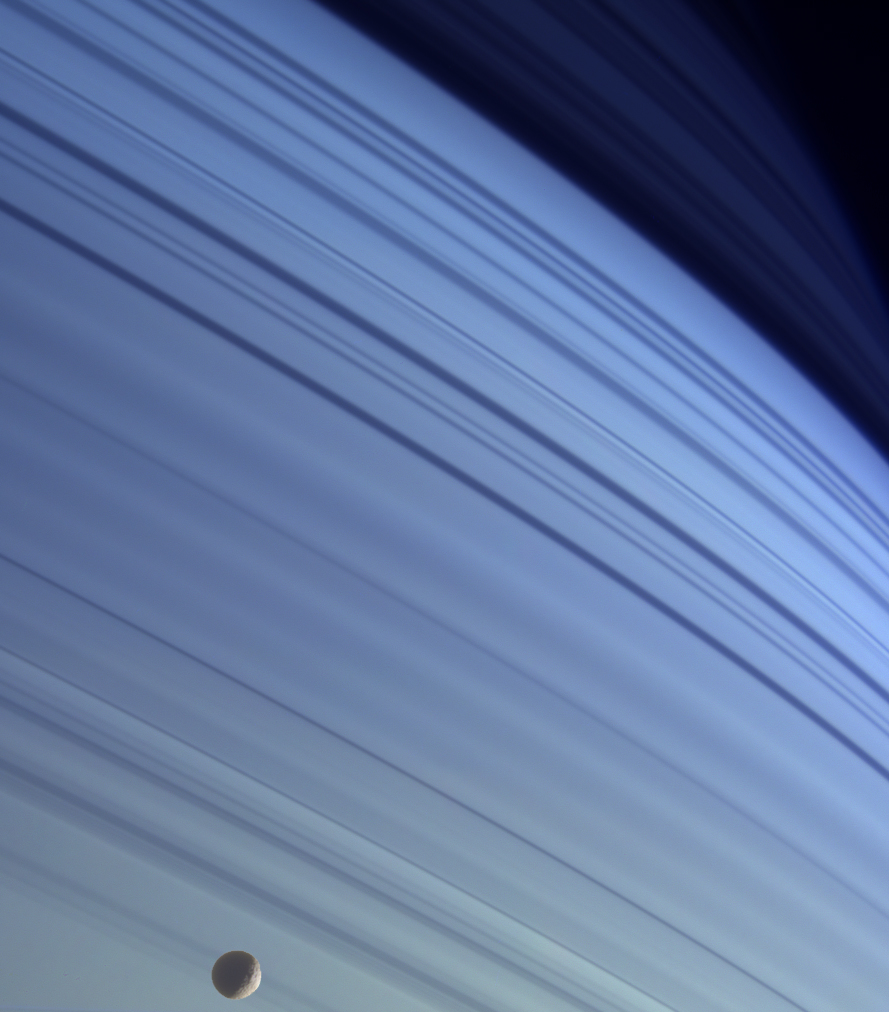
Mimas, in bóng trên các vĩ độ phía Bắc của Sao Thổ.
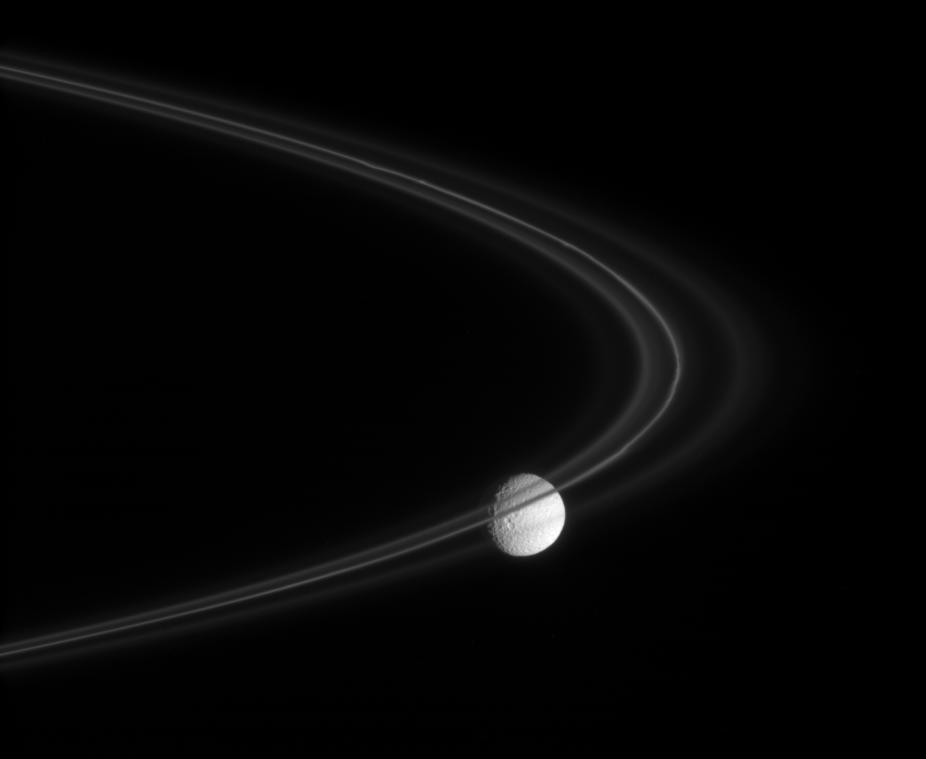
Mimas, đằng sau vành đai F.
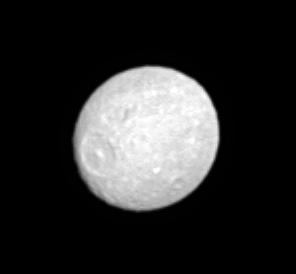
Mimas được xem bởi  Cassini  trông giống như một quả trứng.
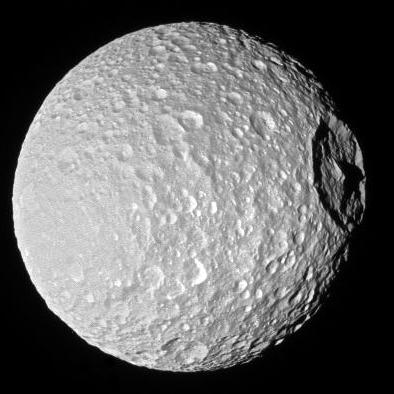
Mimas và núi (22 tháng 10 năm 2016).
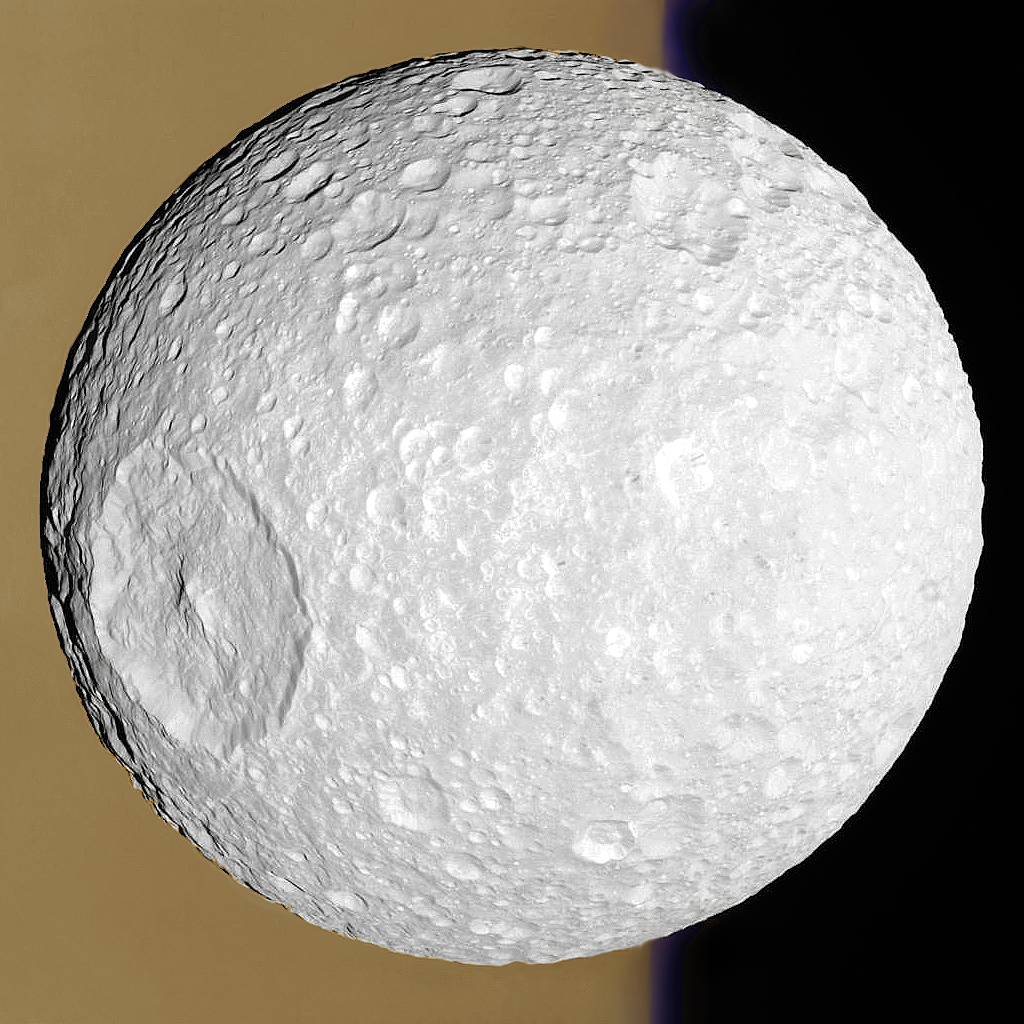
Mimas trước quầng của Sao Thổ (thêm màu) (13 tháng 2 năm 2010).
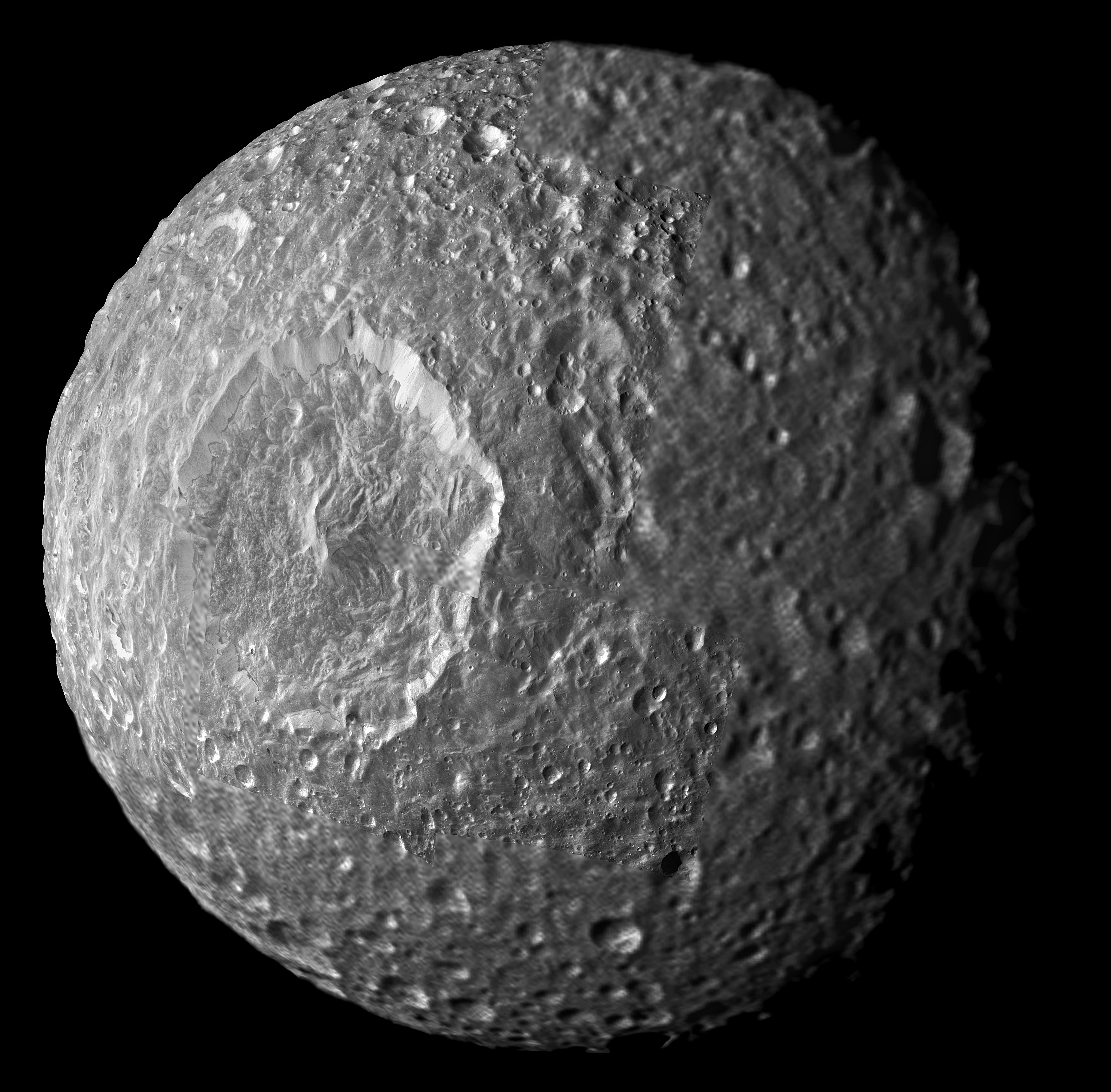
Mimas khảm với độ phân giải cao
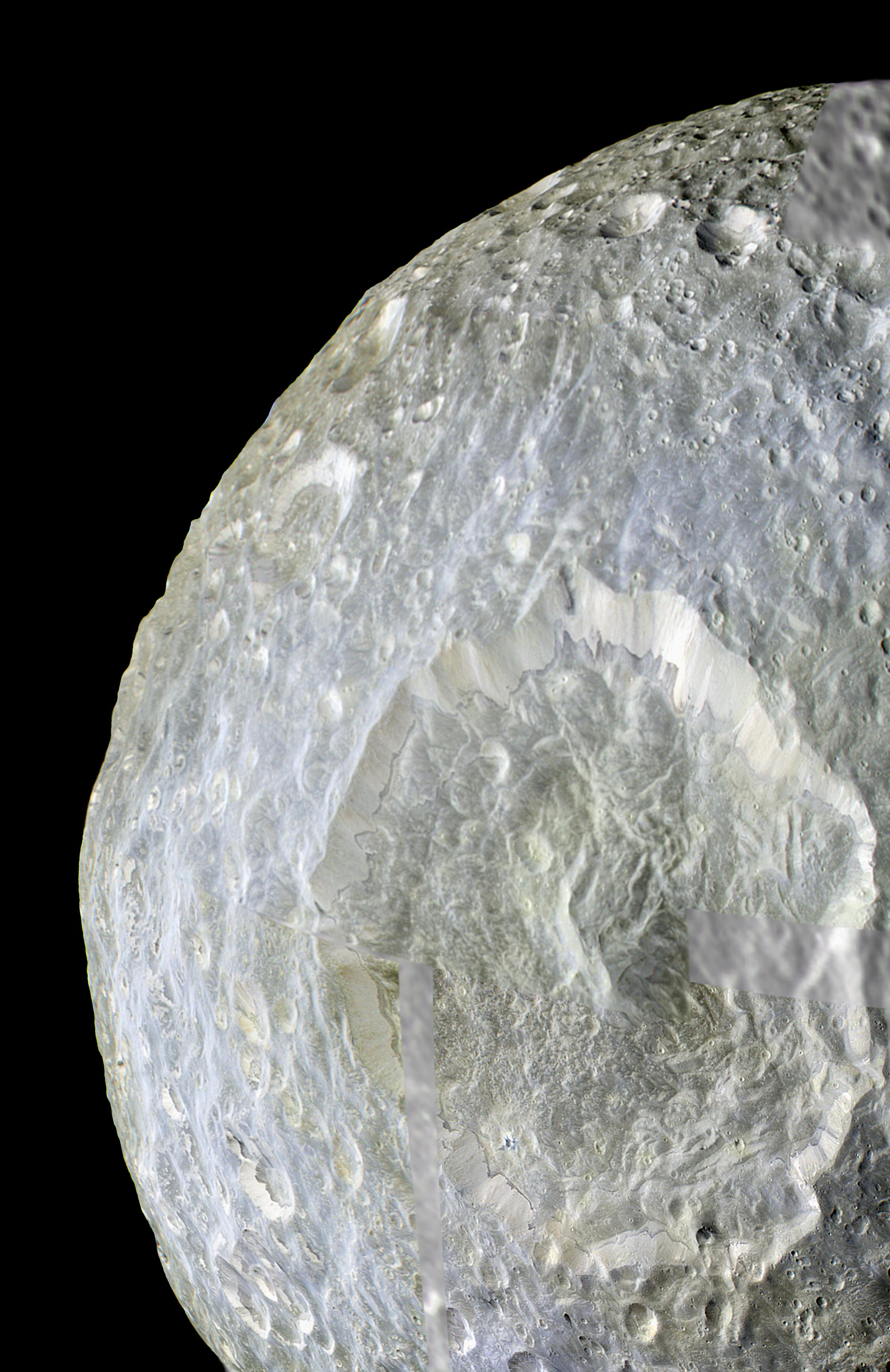
Mimas hiển thị sự khác biệt màu sắc tinh vi (màu giả).
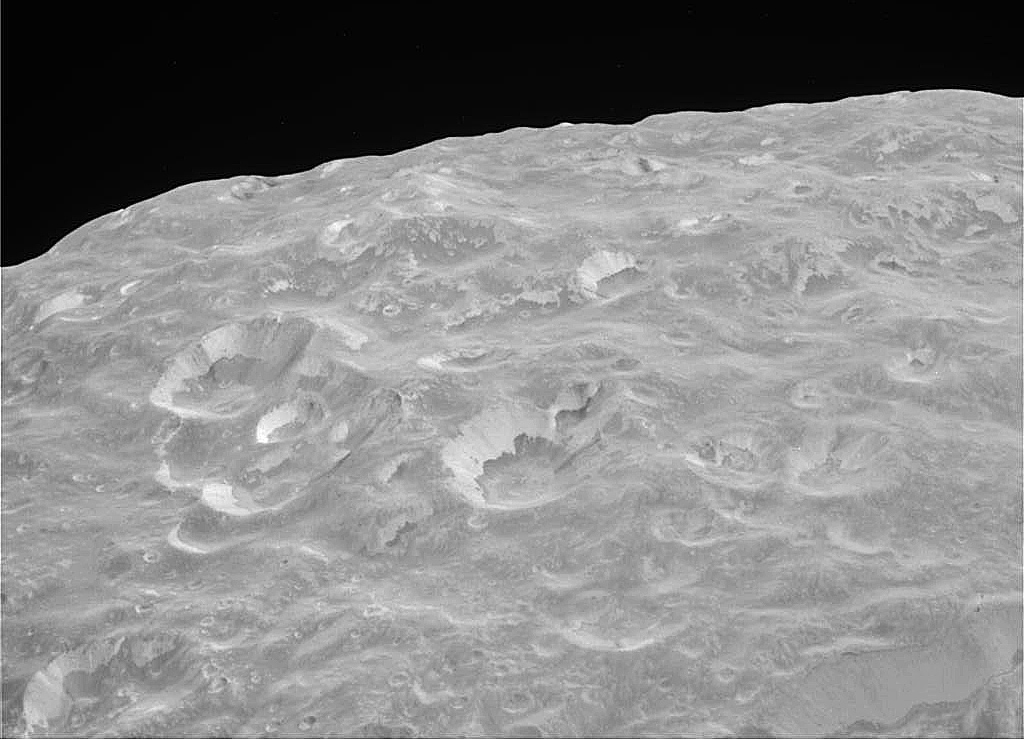
Các địa hình albedo của Mimas trên các tường miệng núi lửa (Herschel ở phía dưới bên phải)
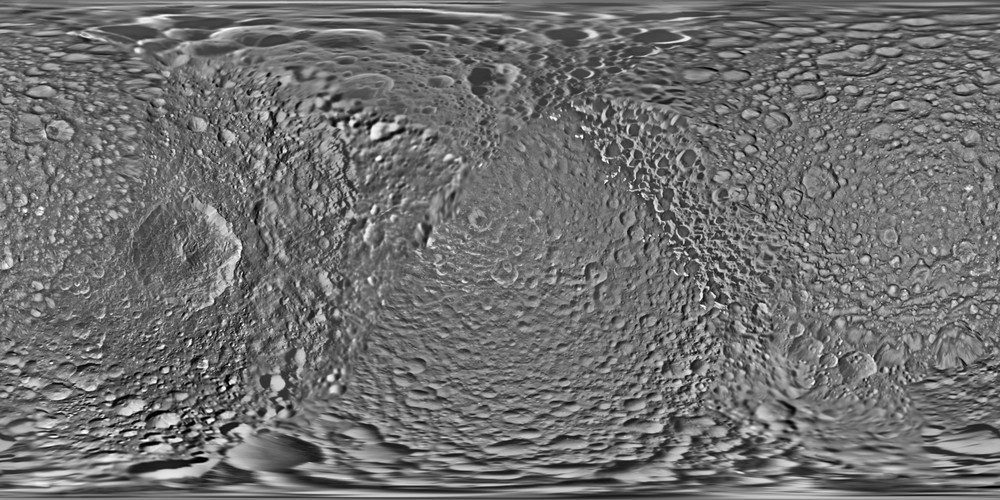
Bản đồ họa tiết Mimas
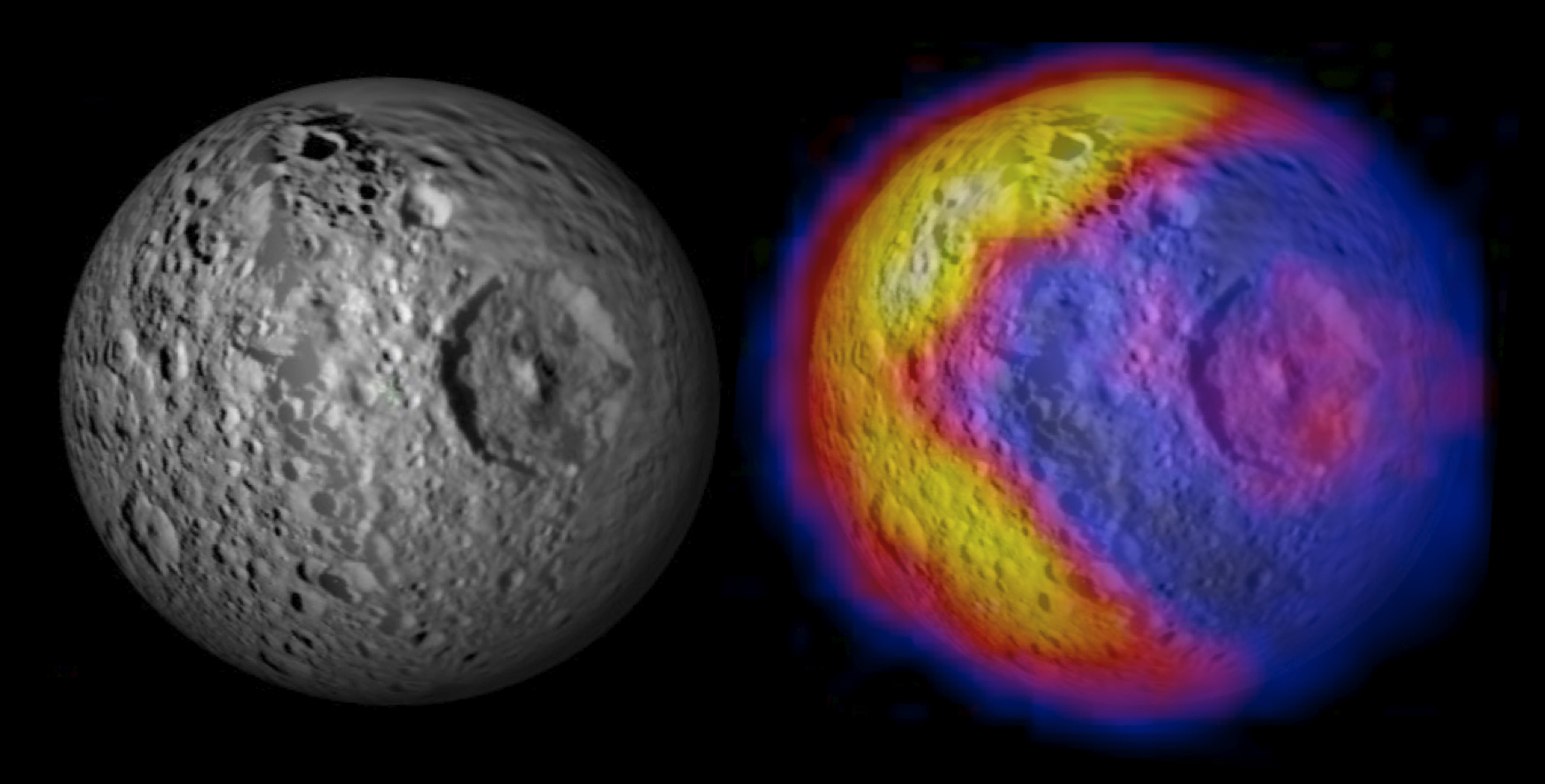
Lớp phủ bản đồ nhiệt độ của Mimas, thường được cho là giống với Pac-Man.

## Xem Thêm
Danh sách vệ tinh tự nhiên trong Hệ Mặt Trời